# La buca
Pour plus de détails, voir Fiche technique et Distribution.
La buca est une comédie dramatique italo-suisse réalisée par Daniele Ciprì et sortie en 2014.

## Synopsis
Armando vient de sortir de prison après avoir purgé une peine de trente ans (réduite à vingt-sept ans pour bonne conduite) pour meurtre et vol, dont il se dit innocent. Il adopte un chien, trouvé par hasard à l'extérieur de la prison, grâce auquel il rencontre Oscar, un avocat misanthrope et escroc, qui le convainc de porter plainte contre l'Etat et de demander une indemnité de millionnaire. Armando raconte son histoire et révèle qu'il avait un ami très proche, Tito, qui avait organisé à son insu le vol au cours duquel une personne a été tuée, et une fille qu'il aimait, Arianna, qui travaillait avec lui comme serveuse dans une fête. Il raconte également que la voiture des voleurs en fuite a pris feu à la suite d'un accident et qu'Arianna a disparu.
Ils sont soutenus par Carmen, la propriétaire d'un bar situé en face du bureau d'Oscar, qui a flirté avec l'avocat et se sent attirée par l'ex-détenu. L'avocat s'engage à rechercher des témoins et des preuves de son innocence. Ayant récupéré les photos de la soirée fatale, Carmen découvre sur l'une d'elles la présence d'un enfant qui n'avait jamais été mentionné dans le procès. Armando, quant à lui, apprend où se trouve le père d'Arianna, désormais malade et amnésique, et, de là, arrive au domicile d'Arianna à San Bernardino, en Suisse, où elle avait disparu en se faisant appeler Rosa Leonardi. Il se rend sur place et rencontre la fille d'Arianna qui lui révèle la mort de sa mère. La possibilité que la femme témoigne en faveur d'Armando lors du procès en révision ayant disparu, Oscar concentre sa défense sur le témoignage de l'enfant, devenu adulte, en l'appâtant avec de faux souvenirs, mais son manque de fiabilité est révélé lors de l'audience. Au lieu de cela, Tito se présente et témoigne de l'innocence de son ami et révèle que le cadavre carbonisé trouvé dans la voiture incendiée n'était pas le sien mais celui d'un complice. Il avoue également à Armando qu'il s'est enfui avec Arianna, qu'il a changé d'identité, qu'il a eu une fille et qu'il ne lui reste plus beaucoup de temps à vivre. Armando est innocenté mais non indemnisé et Oscar, qui l'avait recueilli avec son chien, le jette dehors. Devant la maison de l'avocat, il est renversé par un bus à cause d'un nid-de-poule, mais sans conséquences graves, et Oscar commence immédiatement à planifier un procès pour obtenir une indemnisation.

## Fiche technique
- Titre original italien : La buca[1]
- Réalisation : Daniele Ciprì
- Scénario : Daniele Ciprì, Massimo Gaudioso, Alessandra Acciai, Miriam Rizzo
- Photographie : Daniele Ciprì
- Montage : Giogiò Franchini
- Musique : Pino Donaggio, Zeno Gabaglio (it)
- Décors : Marco Dentici (it), Laura Casalini
- Production : Alessandra Acciai, Villi Hermann, Giorgio Magliulo, Michela Pini
- Société de production : Passione Produzioni, Rai Cinema, Imago Film
- Pays de production :  Italie -  Suisse
- Langue originale : italien
- Format : couleurs - 2,35:1 - Son Dolby Digital - 35 mm
- Genre : comédie dramatique
- Durée : 90 minutes
- Dates de sortie : 
  - Italie : 25 septembre 2014
  - Suisse : 26 janvier 2015 (Journées de Soleure[2])

## Distribution
- Sergio Castellitto : Oscar
- Valeria Bruni Tedeschi : Carmen
- Rocco Papaleo : Armando La Bella
- Jacopo Cullin : Nancho Ruiz
- Ivan Franek : Tito
- Moisé Curia : Tito jeune
- Valentina Bellè : Ariane jeune ; fille d'Ariane
- Lucia Ocone : Sissi, la sœur d'Armando
- Gennaro Diana : Franco, le mari de Sissi
- Silvana Bosi : la mère d'Armando
- Teco Celio : juge
- Fabio Camilli : juge
- Carlo De Ruggieri : juge
- Sonia Gessner : Mlle Monterosa
- Giovanni Esposito : le faux invalide assisté par Oscar
- Mauro Spitaleri : le photographe
- Antonietta Bello : l'infirmière Sabani
- Nino Scardina : l'avocat Caroppo
- Elisa Di Eusanio : la secrétaire de Caroppo
- Silvana Fallisi : la chanteuse Stella
- Fabrizio Falco : serveur
- Chien sioux : le petit chien International[3]